# Gli Avvoltoi
Gli Avvoltoi sono un gruppo musicale rock italiano attivo dal 1985. 

## Storia del gruppo

### 1985-1988: dai Mister Mat & The Baby's Mind a Gli Avvoltoi
Nell'autunno del 1985, Moreno Spirogi e Claudio Spirogi decidono di dar vita ad un progetto denominato Mister Mat & The Baby's Mind, il gruppo è fortemente influenzato dalle sonorità sixties, in particolar modo dai complessi italiani di quel periodo. Queste influenze porteranno l'anno successivo, a cambiare nome in Gli Avvoltoi, denominazione che risulta più attinente al suono del gruppo.
Lo stesso anno vennero registrati tre brani con la produzione di Umberto Palazzo, che collabora anche alle registrazioni. Tra i brani vi era anche Un uomo rispettabile, con Mimo Rash degli Allison Run alla batteria e Mario Scano dei Joe Perrino & The Mellowtones all'organo. Giulio Tedeschi della Toast Records si interessa al materiale e, nel luglio 1987, pubblica il primo singolo del gruppo, Questa notte.
Nel 1988 il gruppo partecipa alla compilation Neolithic Sounds from South Europe della Electric Eye di Claudio Sorge, per poi firmare un contratto discografico con la Contempo Records per la quale incidono, con la produzione di Franco Serena, l'album Il nostro è solo un mondo beat. Il disco ottiene subito un grande successo di vendite di settore e gode di ottime recensioni della stampa specializzata. Dopo un cambio di formazione, esce il secondo album, Quando verrà il giorno, con sonorità più eterogenee e con influenze folk e psichedeliche.

### 1991-1995:Gli Avvoltoi alla Destination X
Nel 1991, dopo un periodo di pausa, Moreno Spirogi recluta nuovi elementi e riforma il gruppo, per pubblicare nel 1992 un singolo per la Destination X, Sono un uomo, mentre l'anno successivo l'EP 12 Hush e il singolo Quando vuoi scappare.
Nel 1994 la Destination X pubblica l'antologia di inediti Ora sai perché.

### 2007-2012: Nuovi singoli, ristampe e tributi
Dopo la parentesi con lo Spirogi Circus durata 5 anni, Moreno Spirogi pubblica da solista il singolo Impazzivo per te. Nel 2007 vengono ristampati sempre dalla Contempo Records i primi due album arricchiti con degli inediti. L'anno successivo vengono pubblicati altri due singoli, Gianni e I capelli lunghi, quest'ultimo insieme a Gene Guglielmi, e una raccolta con inediti di Moreno Spirogi dove sono inclusi brani sia degli Avvoltoi che degli Spirogi Circus.
Nel 2009 esce un album celebrativo per il venticinquennale del gruppo, con versioni dei brani del gruppo rifatte da Modena City Ramblers, Velvet, Gianluca Morozzi, Emidio Clementi, Cisco, Giovanni Cacioppo, Paolo Apollo Negri con la produzione di Frank Nemola.
Nel 2010 la Emmeciesse pubblica l'EP Manifesto Pop, che include il brano Illustrazione cantata da due generazioni oltremodo dissimili nel sognare incluso nella colonna sonora I Giorni Di Ieri di Stefano Pozzan, e, la Ansaldi Records, pubblica nel 2011 un 45 giri, Moreno è impazzito. Nello stesso anno Gli Avvoltoi danno vita a un progetto parallelo denominato Avvoltoi Acoustic Show, insieme a Eraldo Turra.
Il 15 novembre 2012 esce il libro "Storia di un gruppo ridicolo" la biografia degli Avvoltoi scritta a 4 mani da Moreno e Lerry, libro che verrà accompagnato da un cd che ripercorre le tappe della carriera del gruppo.

### 2013-in poi: Gli album con Dome La Muerte ed il trentennale
Nell'estate del 2013 entra nel gruppo il chitarrista Dome La Muerte. Il 20 giugno 2014 esce Live At Sidro, vinile con una performance dal vivo. Nell'ottobre dello stesso annoviene pubblicato un nuovo album, Amagama.
Il 7 novembre del 2015 si tiene all'Estragon di Bologna il concerto del trentennale della band, fra gli ospiti Omar Pedrini, Emidio Clementi, Lodo Guenzi dello Stato Sociale, Fabio Testoni degli Skiantos, Naska degli Statuto e molti altri.
Nel settembre del 2016 esce il concept album Confessioni di un povero imbecille liberamente tratto dal romanzo Despero di Gianluca Morozzi.
Nel 2018 il gruppo partecipa all'album Powerillusi & Friends dei Powerillusi, eseguendo il brano Non siamo mica musicisti, di cui viene pubblicato il videoclip.
Nel 2019 il gruppo inizia la collaborazione con il manager Antonio Altini e da questa collaborazione esce la raccolta antologica Questo gioco rende eroi.

## Formazione
- Moreno Spirogi - voce
- Claudio Spirogi - chitarra 1985/1988-2008/2010
- Andrea Tuveri - basso 1986/1987
- Mimo Rash - batteria 1986/1987
- Tibero Ventura - batteria 1987/1990
- Ninfa - basso/organo 1987/1989
- Gregorio Bardini - organo/flauto 1987/1988
- Enrico Giovannini - chitarra 1988/1989
- Max Cippo - organo/Flauto 1988/1989-1991/1994
- Marco Magnani - chitarra/voce 1988/1990
- Marco Prati - basso/Batteria 1989/1990-1992/1993
- Federico Benetti - chitarra 1989/1990-2010
- Sandro Piu - chitarra 1991/1994-1998-2022
- Stefano "Pugnaro" Cervellati - basso 1991/1994
- Christian "Judash" Di Maggio - batteria 2008/2010
- Angelo Epifani - chitarra/Organo 2008/2010
- Gianluca "Pecos" Grazioli - batteria 2006/2008
- Davide "Blanda" Blandamura - basso 2006/2008
- Riccardo "Frabbo" Frabetti - chitarra 2006/2008
- Michele Rizzoli - basso 2008
- Marco "Ciccio" Gualandra - batteria 1998- 2008/2015
- Lorenzo "Lerry" Arabia - chitarra 2011/2013
- Nicola Bagnoli - tastiere 2011
- Dome La Muerte - chitarra 2013/2015
- Giampiero JP Palazzino - batteria 2015/2020
- Luca "El Pannocchia" Macaluso - chitarra 2015/2016
- Matteo Cincopan - chitarra 2016/2021
- Massimo Magnani - basso 2019/2021
- Gaetano Di Giacinto - Batteria 2021
- Antonio "Trebbo" Nucci - Basso 2022
- Antonio "Ciullo" Bonetti - Batteria 1994

## Discografia
Album in studio
- 1988 - Il nostro è solo un mondo beat (Contempo Records)
- 1990 - Quando verrà il giorno (Contempo Records)
- 2009 - L'altro dio
- 2010 - Manifesto pop
- 2012 - Storia di un gruppo ridicolo
- 2014 - Amagama
- 2016 - Confessioni di un povero imbecille

Album dal vivo
- 2014 - Live at Sidro

Colonne sonore
- 2010 - Illustrazione cantata da due generazioni oltremodo dissimili nel sognare

Raccolte
- 1994 - Ora sai perché. Live and Unrelased 1987 - 1993
- 2015 - Quando vuoi scappare (1991/1995)
- 2019 - Questo gioco rende eroi
- 2024 - The singles collection

Singoli
- 1987 - Questa notte/Era un beatnik/Un uomo rispettabile
- 1992 - Sono un uomo/Per la mia felicità
- 1993 - Quando vuoi scappare/Mi hanno portato sulla luna
- 1993 - Hush/Ballavi di notte/La follia
- 2008 - Gianni/Non voglio pietà
- 2008 - I capelli lunghi/E voi e voi e voi (con Gene Guglielmi)
- 2011 - Moreno è impazzito/Isabel
- 2018 - Accidenti
- 2022 - Nel Ghetto Cd limited
- 2023 - Un Uomo Rispettabile/Scenderemo nelle strade (con Steno)

Collaborazioni
- 2018 - La vita è un sogno (con Gene Guglielmi)

Partecipazioni
- 1988 - L'abito non fa il beatnick da "Neolithic sound from south europe"
- 1990 - Molti anni fa da "Anteprima Rock"
- 1993 - Vorrei essere un vampiro da "Dracula Compilation"
- 2000 - La follia da "All This And More"
- 2007 - Lucifer Sam da "Today's Just Tomorrow Yesterday Vol. 4"
- 2010 - I giorni sognati da "Canteremo fino alla morte"
- 2010 - Quien Eres Tu da "Primavera Beat"
- 2011 - Guardami, aiutami, toccami, guariscimi da "Chybernation"
- 2011 - Isabel da "Discos Musica al lavoro"
- 2018 - Non siamo mica musicisti da "Powerillusi & Fiends"
- 2024 - Il Capitano da "Aprite le porte"

### Citazioni
- Gianluca Morozzi - L'Emilia o la dura legge della musica (Guanda 2006) pag. 125
- Giuseppe Cassano - La giurisprudenza degli illeciti nel diritto di famiglia (Maggioli Editore 2008) testo di È tornato fra di noi
- Gianluca Morozzi - Confessioni di un povero imbecille (Fernandel 2016)